# 小早川季平
小早川 季平（こばやかわ すえひら）は、鎌倉時代中期の武将。

## 生涯
小早川景平の次男。父より沼田新庄を分知された。子孫には竹原小早川氏の庶家となった草井氏や沼田小早川氏に仕えた椋梨氏などがある。